# Hilbeck
Hilbeck is een plaats in de Duitse gemeente Werl in de Kreis Soest. Hilbeck heeft ca. 1300 inwoners. In Hilbeck bevindt zich het kasteel Haus Hilbeck.

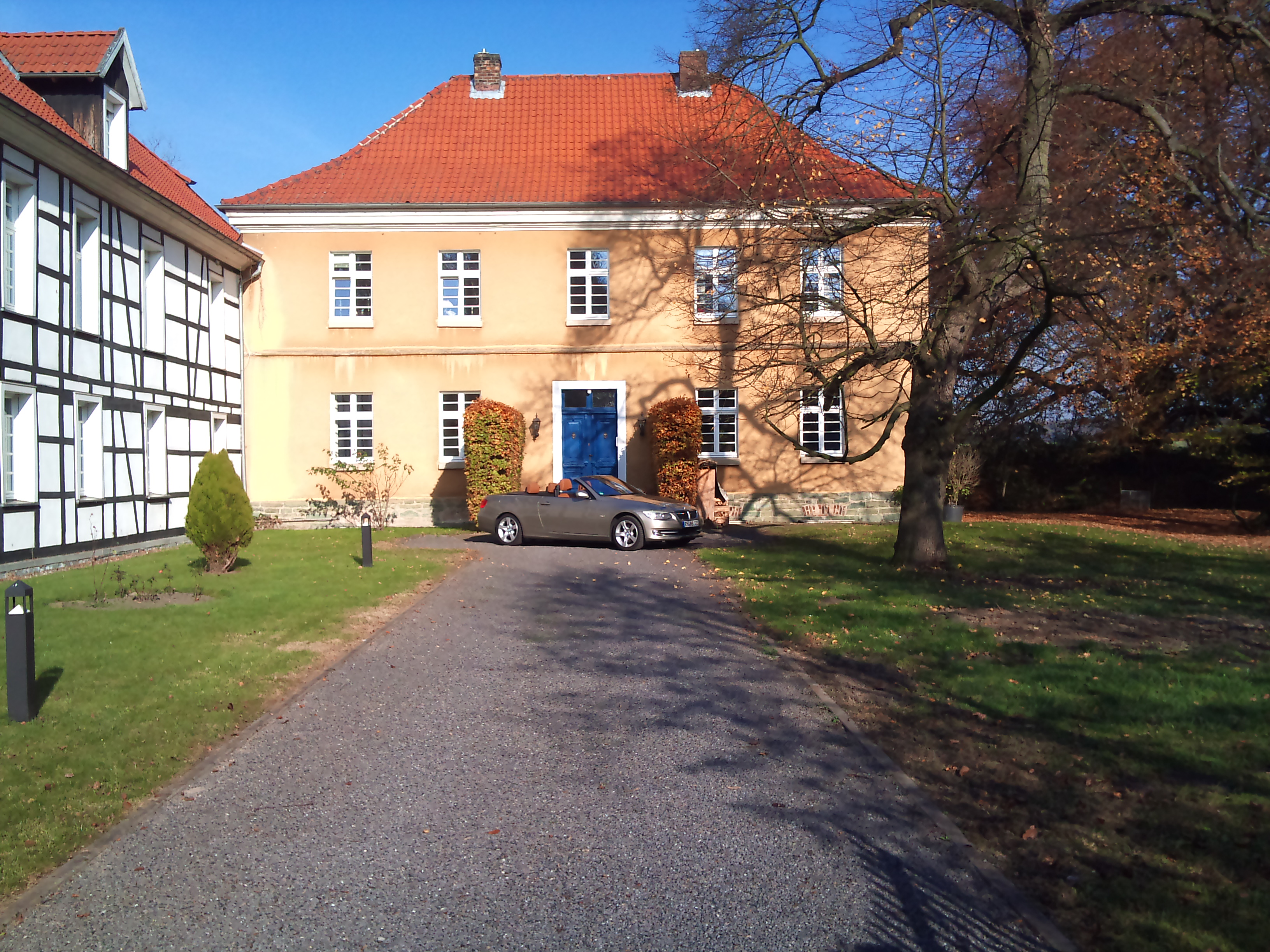
Haus Hilbeck